# Stefan Mielczarek
Stefan Mielczarek (ur. 30 kwietnia 1917 w Koge, Dania, zm. 13 lipca 2003 w Jaworze) – polski sportowiec amator, maratończyk, popularyzator biegania. 
W 1950 został wicemistrzem Polski w biegu przełajowym. Mistrz Polski w maratonie (1954). Był czynnym sportowcem aż do jesieni życia. Sześciokrotnie startował w najbardziej prestiżowym maratonie w Berlinie, gdzie zajął I miejsce w swojej kategorii wiekowej. Całe życie poświęcił bieganiu oraz popularyzacji biegów długodystansowych w swojej społeczności lokalnej. Z jego inicjatywy powstał jaworski Klub Biegacza oraz zorganizowano I Półmaraton Jaworski o Puchar Burmistrza Jawora, dzięki czemu Jawor dołączył do grona miast-organizatorów długodystansowych imprez biegowych. W 1996 r. przyjęty w poczet Honorowych Obywateli Miasta Jawora.